# Tampat Senang

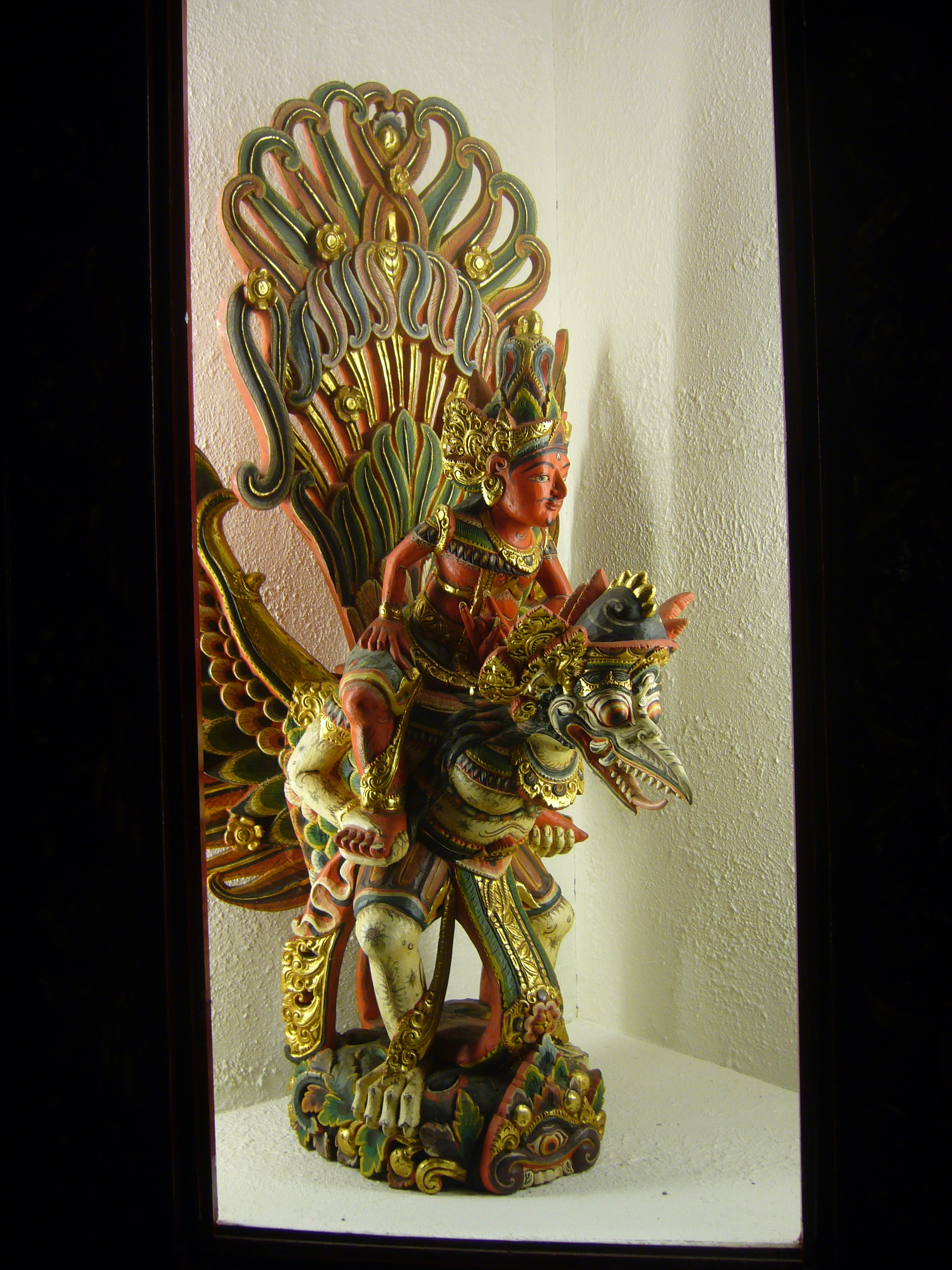
Balinees houtsnijwerk in de vorm van Garoeda, in een vitrine in het restaurant

Tampat Senang was een Indisch restaurant in Den Haag. Het heeft van 1919 tot 2016 bestaan. De naam Tampat Senang betekent in het Indonesisch Er gelukkig uitzien.
In 1919 richtte J.J. van Geemert de NV Indisch Restaurant op, waarna hij op 1 januari 1922 een Indisch eethuis op het adres Laan van Meerdervoort 6 opende. Het was het eerste Indische restaurant in Den Haag.
In de dertiger jaren werd het restaurant overgenomen door de in Nederlands-Indië geboren Arie de Jong (1882-1962), een Olympisch schermer, die net de militaire dienst had verlaten. De Jong had een grote collectie Indonesische objecten die in het restaurant tentoongesteld werden. Het restaurant had tot aan de sluiting ervan nog steeds zijn authentieke inrichting met deze grote collectie wajangpoppen en vitrines met houten, beschilderde beelden.
Sinds 2007 is het pand eigendom van Brinkel Beleggingen. Rond 2010 kwam het restaurant in financiële moeilijkheden; de belastingdienst legde beslag en de bijzondere collectie Wajangpoppen werd geveild. Tampat Senang sloot in 2016 de deuren, ondanks geruchten over een doorstart.
Op 21 september 2019 kwam er een ander restaurant, Villa Coucou   van Jonathan Rongeau (1988).